# 精神病院 (社會學書籍)
《精神病院：论精神病患与其他被收容者的社会处境》（英語：Asylums: Essays on the Social Situation of Mental Patients and Other Inmates）是美國社会学家厄文·高夫曼于1961年出版的论文集。

## 总结
根据他的实地考察工作（他曾在华盛顿特区的一家精神病院担任物理治疗师助理，并获得了国家精神卫生研究所的资助），高夫曼详细阐述了他的 "全控机构 "理论（正如书名所示，主要是以他所举的精神病院为例），以及在精神病院中努力维持可预测和有规律行为的过程。 高夫曼详细阐述了他的 "全控机构 "理论（正如书名所示，他主要以精神病院为例），以及 "看守 "和 "被收容者 "努力维持可预测的、有规律的行为的过程，指出这类机构的许多特征都具有仪式功能，确保这两类人都知道自己的功能和社会角色，换句话说，就是将他们 "制度化"。 戈夫曼的结论是，调整囚犯的角色至少与 "治愈 "他们同样重要。在《修补行业笔记》一文中，戈夫曼总结道，精神疾病的 "医疗化 "和各种治疗模式都是 19 世纪和工业革命的产物，而所谓的 "医疗模式 "治疗病人的方式是 19 世纪晚期工匠修理钟表和其他机械物品方式的变种：在商店或店铺的范围内，其内容和程序对顾客来说仍然是个谜。
本书由四篇论文组成。〈论全控机构的特质〉〈精神病患的道德生涯〉和〈公共机构的地下生活〉
第一章〈论全控机构的特质〉，针对机构中的社会生活进行总体考察，大幅引用了两个例子——精神病院和监狱。本章说明其余章节将仔细发展的课题，也指出这些课题在整体讨论中的位置。第二章〈精神病患的道德生涯〉，针对尚未成为被收容者的人，考察「制度化」对于他们所拥有的社会关系产生了哪些初步影响。第三章〈公共机构的地下生活〉，关注人们期待被收容者对一个铜墙铁壁的「家」表现出什么样的依恋，也考察了被收容者透过什么方式让自己和这些期待保持某些距离。第四章〈医疗模式与精神收容〉，则回到机构人员身上，以精神病院为例，来考察医疗观点在向被收容者呈现其处境时所扮演的角色。

## 反响
根据社会主义作家彼得·塞奇威克（Peter Sedgwick）的说法，《精神病院》在1961年出版时立即使高夫曼获得认可，到1970年代，它已成为一些社会学入门课程的必读书目，他认为这本书是“强大而引人注目的研究”，它给高夫曼带来的认可“完全实至名归”。

## 自我反思
在亲身经历过他身边的人（大概是他的第一任妻子，她于1964年自杀）的精神疾病之后，高夫曼说，如果他在经历之后写这本书，这本书会“非常不同”。

## 分析
该书得到了许多学者的研究和回应。